# Trevor Whymark
Trevor Whymark (Burston, 1950. május 4. – 2024. október 31.) válogatott angol labdarúgó, csatár.

## Pályafutása

### Klubcsapatban
1969 és 1979 között az Ipswich Town labdarúgója volt. 1979-ben kölcsönben a holland Sparta Rotterdam csapatában szerepelt. Az Ipswich Town csapatával tagja volt 1978-as angolkupa-győztes együttesnek. 1979-ben a Derby County, 1979–80-ban a kanadai Vancouver Whitecaps, 1980 és 1984 között a Grimsby Town, 1984–85-ben a Southend United, 1985-ben a Peterborough United, majd a Colchester United játékosa volt.

### A válogatottban
1977-ben egy alkalommal szerepelt az angol válogatottban.

## Sikerei, díjai
Ipswich Town
- Angol kupa (FA Cup)
  - győztes: 1978
- Angol szuperkupa (Charity Shield)
  - döntős: 1978

 Vancouver Whitecaps
- Észak-amerikai labdarúgóliga (NASL)
  - bajnok: 1979

## Statisztika

### Mérkőzése az angol válogatottban
| Anglia | Anglia            | Anglia                        | Anglia    | Anglia   | Anglia   | Anglia       | Anglia | Anglia  |
| #      | Dátum             | Helyszín                      | Hazai     | Eredmény | Vendég   | Kiírás       | Gólok  | Esemény |
| ------ | ----------------- | ----------------------------- | --------- | -------- | -------- | ------------ | ------ | ------- |
| 1.     | 1977. október 12. | Luxembourg, Municipal Stadion | Luxemburg | 0 – 2    | Anglia   | vb-selejtező | -      | 65'     |
|        | Összesen          |                               |           | 1        | mérkőzés |              | 0      | gól     |